# Nzinga Luvumbu
Nzinga Luvumbu (ur. 23 grudnia 1987) – piłkarz kongijski grający na pozycji napastnika. Jest zawodnikiem klubu SC Rojolu.

## Kariera klubowa
Luvumbu jest zawodnikiem klubu SC Rojolu z Lukaku.

## Kariera reprezentacyjna
W reprezentacji Demokratycznej Republiki Konga Luvumbu zadebiutował w 2012 roku. W 2013 roku został powołany do kadry na Puchar Narodów Afryki 2013.